# Pelgrimskerk (Treebeek)
De Pelgrimskerk is een protestants kerkgebouw in Treebeek in de gemeente Brunssum in de Nederlandse provincie Limburg. De kerk ligt aan de Horizonstraat/Komeetstraat en naast de kerk staat de Onze-Lieve-Vrouw van de Rozenkranskerk.

## Geschiedenis
Sinds 1955 stond er op deze plaats de Immanuelkerk.
In 1993-1994 besloot men om Treebeek, Brunssum, Hoensbroek en Nuth samen te laten gaan als gevolg van de Samen-op-Weg-beweging. Men wilde een nieuw kerkgebouw plaatsen. Men besloot om de kerk in Treebeek te slopen en te vervangen door een nieuwe kerk op diezelfde plek: de Pelgrimskerk.
In 1997 werd de oude kerk gesloopt.
Op 13 december 1998 werd de nieuwe kerk voor het eerst gebruikt voor een dienst.

## Opbouw
Het gebouw is een bakstenen zaalkerk met een hexagonaal kerkdeel. De kerk wordt gedekt door een zadeldak.